# Mordellistena alternizona
Mordellistena alternizona là một loài bọ cánh cứng trong họ Mordellidae. Loài này được Lea miêu tả khoa học năm 1929.

## Hình ảnh

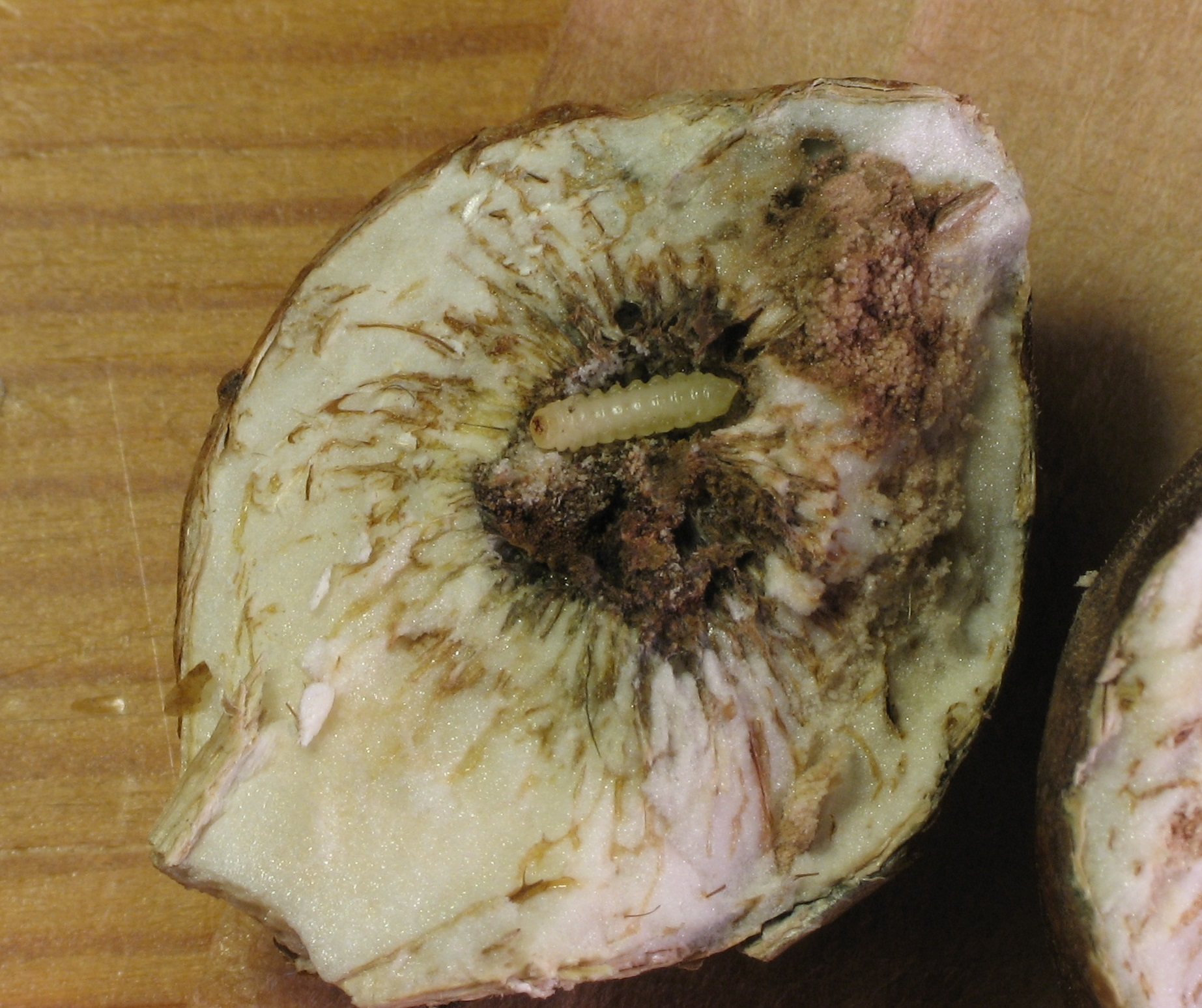